# Грассино, Камиль
Камиль Грассино (фр. Camille Grassineau, родилась 10 сентября 1990 года в Бержераке) — французская регбистка, играющая на позиции защитницы (центровой) за женский регбийный клуб «Стад Франсе», национальные сборные Франции по регби-15 и регби-7. Чемпионка и обладательница Большого шлема Кубка шести наций 2014 и 2018 годов, бронзовый призёр чемпионатов мира 2014 и 2017 годов, участница Олимпийских игр 2016 года в Рио-де-Жанейро.

## Биография
Отец и дед в прошлом — игроки клуба «Стад Бельвезуа» из города Бельвес. Училась в колледже имени Пьера Фанлака. Поступила на факультет физкультуры и спорта в университет Бордо, получила лицензию тренера STAPS в 2014 году и была принята на курсы преподавателей спорта в Бордо.
Свою карьеру Камиль начинала в студенческом клубе «Бордо Этудьян», позже стала игроком женского «Стад Бордле», в 2017 году перешла в «Стад Франсе». В 2012 году выиграла со «Стад Бордле» второй дивизион Франции (Элит 2) и играла ещё два года в элитном дивизионе с командой, прежде чем снова выбыть в Элит 2.
В возрасте 19 лет Камиль впервые попала в сборную по регби-7. В ноябре 2012 года дебютировала матчем за сборную Франции по регби против англичанок. В 2014 году в составе сборной Франции стала чемпионкой Кубка шести наций, выиграв Большой шлем, и бронзовым призёром кубка мира, однако из-за сотрясения мозга, полученного в игре против Австралии, не сыграла последние два матча на турнире. В том же году она подписала контракт с Французской федерацией регби о выступлении за сборную по регби-7 в рамках подготовки к Олимпиаде.
В составе сборной по регби-7 Камиль выступила на чемпионате мира 2013 года и на Олимпиаде в Рио, выступая в нападении или на позиции винга
. 6 августа 2016 года в 11:00 по времени Рио-де-Жанейро стартовал олимпийский турнир по регби матчем сборных Франции и Испании, на котором на 3-й минуте Камиль открыла счёт, занеся первую попытку в истории олимпийского регби-7 и набрав первые очки. Всего на турнире Камиль сыграла 6 матчей и занесла три попытки, одну против Новой Зеландии и другую против США (итог — 6-е место).
В 2017 году Камиль стала бронзовым призёром чемпионата мира в Ирландии, попав в заявку вместо Джесси Тремульер. 10 ноября 2017 года дебютировала во французском женском клубе «Барбарианс» игрой против «Манстера» на Томонд-Парке.
В 2021 году стала серебряным призёром летних Олимпийских игр в Токио.

## Достижения
- Чемпионка 2-го дивизиона: 2012
- Чемпионка Кубка шести наций: 2014, 2018
  - Обладательница Большого шлема: 2014, 2018
- Бронзовый призёр чемпионата мира: 2014, 2017
- Серебряный призёр чемпионата мира по регби-7: 2018
- Серебряный призёр летних Олимпийских игр: 2020

## Государственные награды
- Кавалер ордена «За заслуги» (8 сентября 2021 года)[14]